# غلين روس
غلين روس (بالإنجليزية: Glenn Ross)‏ هو سياسي بريطاني، ولد في 1964 في ستانلي في الأرجنتين. انتخب عضو الجمعية التشريعية لجزر الفكلند ‏.